# ねこまろ
ねこまろは、日本の女性声優。主にアダルトゲームに声をあてている。

## 出演作品
太字は主役・メインキャラクター

### ゲーム

#### 2008年
- 操心術3（遠藤 亜季、工藤 千絵、笹賀 久瑠美、斉木 希実、女、バスケ部員B、女子A、美術部員A）
- ふたなりカノンちゃん（鷹ノ橋 ユキ）

#### 2009年
- 聖天使ユミエル シャドークルセイド（少女）
- とらぶるHOME! 〜義理の母と妹は恋敵〜（岩屋 倫）
- 姉SUMMER!2（山内 音羽）

#### 2011年
- 影のセクハリスト〜孕ませ王位継承騒動〜（坂宮 梨絵）[1]
- こづくり温泉 〜いっぱいつくって一族繁栄!?〜（藤巻 千歳）[2]

### OVA
- オトコの娘 お嬢様っ 光と綾奈の秘密コレクション（光）